# Művészeti versenyek az 1924. évi nyári olimpiai játékokon
Az 1924. évi nyári olimpiai játékokon négy művészeti versenyben avattak olimpiai bajnokot.

## Éremtáblázat
(A rendező ország csapata eltérő háttérszínnel, az egyes számoszlopok legmagasabb értéke, vagy értékei vastagítással kiemelve.)
| Az 1924. évi nyári olimpiai játékok éremtáblázata művészeti versenyeken | Az 1924. évi nyári olimpiai játékok éremtáblázata művészeti versenyeken | Az 1924. évi nyári olimpiai játékok éremtáblázata művészeti versenyeken | Az 1924. évi nyári olimpiai játékok éremtáblázata művészeti versenyeken | Az 1924. évi nyári olimpiai játékok éremtáblázata művészeti versenyeken | Olimpia  |
| ----------------------------------------------------------------------- | ----------------------------------------------------------------------- | ----------------------------------------------------------------------- | ----------------------------------------------------------------------- | ----------------------------------------------------------------------- | -------- |
|                                                                         | Ország                                                                  | Arany                                                                   | Ezüst                                                                   | Bronz                                                                   | Összesen |
| 1.                                                                      | Franciaország (FRA)                                                     | 1                                                                       | 1                                                                       | 1                                                                       | 3        |
| 2.                                                                      | Luxemburg (LUX)                                                         | 1                                                                       | 1                                                                       | 0                                                                       | 2        |
| 3.                                                                      | Görögország (GRE)                                                       | 1                                                                       | 0                                                                       | 0                                                                       | 1        |
| 3.                                                                      | Nagy-Britannia (GBR)                                                    | 1                                                                       | 0                                                                       | 0                                                                       | 1        |
|                                                                         |                                                                         |                                                                         |                                                                         |                                                                         |          |
| 5.                                                                      | Dánia (DEN)                                                             | 0                                                                       | 1                                                                       | 1                                                                       | 2        |
| 5.                                                                      | Írország (IRL)                                                          | 0                                                                       | 1                                                                       | 1                                                                       | 2        |
| 7.                                                                      | Magyarország (HUN)                                                      | 0                                                                       | 1                                                                       | 0                                                                       | 1        |
| 8.                                                                      | Monaco (MON)                                                            | 0                                                                       | 0                                                                       | 1                                                                       | 1        |
|                                                                         |                                                                         |                                                                         |                                                                         |                                                                         |          |
| Összesen                                                                | Összesen                                                                | 4                                                                       | 5                                                                       | 5                                                                       | 14       |

## Érmesek
| Az 1924. évi nyári olimpiai játékok érmesei a művészeti versenyeken |                                                                       |                                                                       |                                                                |
| Versenyszám                                                         | Arany                                                                 | Ezüst                                                                 | Bronz                                                          |
| Irodalom                                                            | George Charles · Franciaország (FRA) · "Az olimpiai játékok"          | Josef Petersen · Dánia (DEN)                                          | Oliver Gogarty · Írország (IRL)                                |
| Irodalom                                                            | Margaret Stuart · Nagy-Britannia (GBR)                                | Charles Connet · Franciaország (FRA)                                  | Nem adták ki                                                   |
| Szobrászat                                                          | Konsztantinosz Dimitriadisz · Görögország (GRE) · "Finn diszkoszvető" | Francois Heldenstein · Luxemburg (LUX)                                | Jean Gauguin · Dánia (DEN) · Léon Macaux · Franciaország (FRA) |
| Festészet                                                           | Jean Jacoby · Luxemburg (LUX) · "Sporttanulmány"                      | John Yeats · Írország (IRL)                                           | Johan Van Hell · Hollandia (NED)                               |
| Építészet                                                           | Nem osztották ki                                                      | Hajós Alfréd · Magyarország (HUN) · Lauber Dezső · Magyarország (HUN) | Lauren McDecin · Monaco (MON)                                  |